# Yolanda Peralta
Yolanda Peralta Sierra (Gerona, 1972) es una docente universitaria, comisaria de exposiciones y crítica de arte española. Gran parte de su trayectoria profesional y académica la ha desarrollado en el campo de los estudios de género, la historia de las mujeres y las relaciones arte y género. Su trabajo presenta una doble vertiente: la reivindicación del papel de las mujeres en el arte y las prácticas artísticas contemporáneas desde una perspectiva feminista.

## Trayectoria profesional
Yolanda Peralta se licenció en Geografía e Historia, en la especialidad de Historia del arte, en la Universidad de La Laguna en Tenerife, Islas Canarias, en el año 1994. Amplió sus estudios en la misma universidad realizando los cursos de doctorado entre los años 1994 y 1996 y se doctoró en Historia del Arte en el 2006 con la tesis doctoral titulada Mujer y arte en Canarias: mujeres creadoras e iconografías femeninas.
Desde el 2006 es profesora tutora de Universidad Nacional de Educación a Distancia UNED-Tenerife en el Grado de Historia del Arte, impartiendo las asignaturas Cine, sociedad y renovación artística, Iconografía y Mitología, Arte contemporáneo al margen de Occidente y Últimas tendencias del arte. 
Profesora del Departamento de Historia del Arte y Filosofía de la Universidad de La Laguna desde el año 2014. Imparte docencia en Historia del arte en la Facultad de Humanidades de la ULL y en varios títulos de posgrado como el Máster Universitario en Estudios de Género y Políticas de Igualdad, el Máster en Formación del Profesorado en Educación Secundaria Obligatoria y Bachillerato y el Máster Universitario en Teoría e Historia del Arte y Gestión Cultural.
Ha realizado estancias docentes y de investigación en México (Universidad de las Américas de Puebla) y Cuba (Oficina del Historiador de la Ciudad de La Habana).
Comprometida con el arte contemporáneo entre los años 2003 al 2007 fundó y dirigió la Galería de arte murNó (La Laguna, Tenerife) con el fin de promocionar a jóvenes artistas, principalmente mujeres.  
Entre los años 2008 y 2018 fue conservadora jefa del Departamento de Exposiciones Temporales de TEA Tenerife Espacio de las Artes. Para esta institución coordinó más de medio centenar de exposiciones, siendo además la responsable de la puesta en marcha del Laboratorio de Acción y de ÁREA60, programa de apoyo a jóvenes comisarios y artistas emergentes.

## Comisariado de exposiciones
Como comisaria de exposiciones ha realizado, entre otros, los siguientes proyectos colectivos Contradicciones y Construcciones (2007, Sala de Arte Cabrera Pinto, Tenerife); El cuerpo inventado (2011, TEA, Tenerife / La Regenta, Gran Canaria); Juego de máscaras: la identidad como ficción (2012, TEA, Tenerife/ La Regenta, Gran Canaria), Hilos y tramas. Homenaje a Penélope (2013, TEA, Tenerife); Intervídeo: Ciclo de vídeo y creación audiovisual. Colección Ordóñez Falcón de Fotografía (2015, TEA, Tenerife); Mujeres en los márgenes: las artistas en la Colección de la Casa de Colón (2017, Casa de Colón, Gran Canaria) y La otra mitad: mujeres artistas en Canarias 1815-1952 (2022, Sala de arte Cabrera Pinto, Tenerife). 
Ha sido, además, comisaria de las exposiciones individuales de las artistas Carmela García (Gabinete de Sueños), Yapci Ramos (Show me / Welcome her / Know us), Mireia Sallarès (Campos de batalla),  Julia Galán (Adiestrada), Marina Núñez (Jardín salvaje), Karina Beltrán (Los ojos adentro) y Cristina Gámez (Petium).

## Jurado en Premios y Bienales
Ha sido jurado en premios y bienales de diferentes instituciones, asociaciones y organismos: 
XII Bienal Internacional de Fotografía Fotonoviembre, TEA Tenerife Espacio de las Artes, Cabildo de Tenerife (2013).
Concurso de Fotografía “César Manrique. Paisajes de vida”, Fundación César Manrique, Lanzarote (2019).
Bienal MAV Mujeres en las Artes Visuales (2020). 
Premios MAV (2020).
Premio Canarias de Bellas Artes, Gobierno de Canarias (2021).
Premio de Artes Plásticas Manolo Millares, Fundación CajaCanarias (2023).
Premio Canarias de Bellas Artes, Gobierno de Canarias (2024).
Bienal MAV Mujeres en las Artes Visuales (2024).

## Publicaciones
Es autora de las monografías dedicadas a las artistas Cristina Gamez (2021, Biblioteca de Artistas de Canarias) y Carmela García (2017, BAC), del Diccionario biográfico de mujeres artistas en Canarias (Ediciones Idea, Tenerife, 2014) y coautora del libro Tradición y Experimentación plástica. Dinámicas artísticas (1939-2000) (Colección Historia Cultural del Arte en Canarias, 2010). 
Algunas de las ventajas de ser mujer artista: aproximaciones a la historia del arte desde una perspectiva feminista Clepsydra: Revista de Estudios de Género y Teoría Feminista,  1579-7902, Nº. 6, 2007, págs. 109-121
La presencia de la mujer en las artes plásticas canarias Cuadernos del Ateneo,  1137-070X, Nº. 18, 2004 (Ejemplar dedicado a: Un Ateneo Centenario: Canarias en el siglo XX. Homenaje a Pedro García Cabrera), págs. 57-64

## Arte y activismo
Yolanda Peralta ha formado parte de la Comisión Interdepartamental de Igualdad de Oportunidades entre hombres y mujeres del Cabildo Insular de Tenerife (2016-2018). Codirectora del curso “Estrategias feministas en las teorías y en las prácticas artísticas contemporáneas”, 1ª Edición, 2016 (IUEM-ULL). Directora del SIA Seminario de Investigación Avanzada "Estereotipos femeninos: de la misoginia al empoderamiento", IUEM-ULL (2020). Directora y responsable del Grupo de investigación “MFCV Mujeres, Feminismo y Cultura Visual” de la Universidad de La Laguna (ULL).
Desde MAV Mujeres en las Artes Visuales, asociación a la que pertenece desde el año 2012, ha formado parte de diferentes grupos de trabajo para la organización de los Premios MAV 2020 y la Bienal MAV en sus ediciones de 2020, 2022 y 2024.  Forma parte de su Junta Directiva como vocal desde marzo de 2020 y es Delegada Territorial de MAV en Canarias desde abril de 2020.
Investigadora del Instituto Universitario de Estudios de las Mujeres -IUEM de la Universidad de La Laguna (Tenerife).
En 2018 fue galardonada con el “Premio La cultura es femenina” otorgado por El Laboratorio, por su contribución a la visibilidad y recuperación de las mujeres artistas.